# Question du West Lothian
Au Royaume-Uni, la question du West Lothian ou question de West Lothian (en anglais : West Lothian Question) fait référence au problème du droit de vote des parlementaires de régions jouissant d'un gouvernement délégué (nord-irlandais, écossais et gallois) sur des sujets concernant exclusivement l'Angleterre, comme l'enseignement ou la santé publique.

La question doit son nom à Tam Dalyell, député travailliste de la circonscription écossaise du West Lothian. Dalyell a soulevé le problème le 14 novembre 1977, lors d'un débat à la Chambre des communes sur la dévolution du pouvoir pour l'Écosse et le Pays de Galles : 
« For how long will English constituencies and English Honourable members tolerate … at least 119 Honourable Members from Scotland, Wales and Northern Ireland exercising an important, and probably often decisive, effect on English politics while they themselves have no say in the same matters in Scotland, Wales and Northern Ireland »
— Tam Dalyell, 

« Combien de temps les circonscriptions électorales anglaises et leurs députés vont-ils tolérer qu'au moins cent dix-neuf députés écossais, gallois et nord-irlandais exercent un pouvoir important, et sans doute parfois décisif, sur la politique anglaise, tandis qu’eux-mêmes n’ont pas leur mot à dire s’agissant des mêmes questions en Écosse, au pays de Galles et en Irlande du Nord ? »
— Wikipédia, 
Cette question fait l'objet de débats depuis le début de la dévolution du pouvoir au Royaume-Uni et plus particulièrement depuis les années 1990 et la création de l'Assemblée nationale du pays de Galles, de l'Assemblée d'Irlande du Nord et du Parlement écossais. En septembre 2011, le Gouvernement du Royaume-Uni a annoncé la mise en place d'une commission chargée d'examiner la question du West Lothian.
Au lendemain du référendum sur l'indépendance de l'Écosse, David Cameron déclare que la question du West Lothian devra être résolue avant d'accorder plus de pouvoirs à l'Écosse.

## Historique
Il est arrivé que certaines lois du gouvernement Blair qui ne concernaient que l'Angleterre soient votées grâce aux députés travaillistes écossais. C'est notamment le cas d'une réforme touchant le National Health Service : la privatisation partielle des hôpitaux en 2003, ainsi que l'introduction de droits de scolarité en 2004, et ce alors même que les universités écossaises sont gratuites.
De plus, les députés écossais sont depuis longtemps très majoritairement travaillistes, ce qui pourrait poser problème dans le cas hypothétique où un gouvernement travailliste ne serait formé que grâce aux sièges gallois et écossais, avec une majorité conservatrice en Angleterre.
Dans le contexte de la campagne du référendum sur l'indépendance de l'Écosse, la question se pose de nouveau. Selon des sondages, une majorité est en faveur de plus d'autonomie pour l'Angleterre, et s'oppose à ce que les votes écossais soient comptés pour les lois anglaises.

### «Votes anglais pour les lois anglaises»
Peu après la victoire du « non » lors du référendum sur l'indépendance de l'Écosse, le Premier ministre David Cameron annonce son intention de remédier à la question. Le Leader de la Chambre des communes, William Hague, soutient l'option des « Votes anglais pour les lois anglaises » (English votes for English laws), c'est-à-dire que les lois concernant spécifiquement l'Angleterre ne seront votées que par les députés de cette nation. Cette règle est votée le 22 octobre 2015, malgré les critiques du Parti national écossais (SNP), qui craint que les députés écossais deviennent des « parlementaires de deuxième classe ». Elle est appliquée pour la première fois en janvier 2016, lorsqu'une loi ne concernant que l'Angleterre et le Pays de Galles est votée sans prendre en compte les voix écossaises ou nord-irlandaises.
Ces mesures ont été abolies en 2021, le gouvernement déclarant qu'elles avaient « ajouté de la complexité et des retards au processus législatif » et que leur suppression permettrait à tous les députés d'être représentés de manière égale. Le SNP se félicite de cette disparition. 